# Конверт первого дня
Конве́рт пе́рвого дня (КПД) — специальный немаркированный конверт, на котором наклеенные почтовые марки либо блоки погашены в первый день их выпуска.
КПД относится к целым вещам и представляет собой самостоятельный предмет коллекционирования (филателистический конверт). Практика издания специально подготовленных КПД началась в США в 1851 году.

## Описание
КПД должен содержать в себе три обязательных элемента:
- собственно сам конверт;
- знак(и) почтовой оплаты (марка, блок);
- почтовый штемпель первого дня, дата которого обязательно совпадает с датой эмиссии самой марки.

В зависимости от правил, установленных в государстве-эмитенте, официальные почтовые штемпели первого дня иногда могут применяться для гашения конвертов спустя недели или месяцы после указанной даты. Гашение первого дня может также осуществляться на почтовой карточке, в том числе и на картмаксимуме.
Неофициальные почтовые штемпели первого дня также могут применяться, когда филателист приобретает соответствующие марки в почтовом отделении в городе первого дня выпуска, а затем приносит их (в тот же день) в почтовое отделение в другом городе, чтобы погасить их, или когда марки наклеиваются на конверты, которые просто опускаются в почтовый ящик в первый день и гасятся обычным почтовым штемпелем этого дня.
Почтовые ведомства могут проводить торжественную церемонию первого дня с целью рекламирования новой эмиссии, при этом почтовые чиновники представляют марку в присутствии имеющих к ней отношение лиц, например, потомков человека, в честь которого выпускается марка. Такая торжественная церемония может также проводиться в месте, которое каким-то образом связано с темой марки, например, место зарождения какого-либо общественного движения, либо на филателистической выставке.
Самым первым известным использованием марки может быть та же дата, что и первый день выпуска, а может быть и другая дата. Так может случиться по ряду причин:
- Ещё до первого дня выпуска марки могут быть по недосмотру проданы (или украдены) и погашены на конверте или на бандероли не заметившими этого почтовыми служащими.
- Незначительные изменения, вроде другой зубцовки, могут остаться незамеченными служащими, поэтому никто не знает, когда они впервые поступили в продажу. Это также справедливо и в отношении некоторых крупных эмиссий марок, особенно во времена гражданских беспорядков или в случае утраты государственных архивов.
- Некоторые марки ранних лет, особенно высоких номиналов, могут не найти спроса и не будут использованы в день выпуска, либо использованные марки могут быть утрачены. Самое первое известное использование таких марок может быть спустя недели или даже месяцы после официального первого дня выпуска.

Поиски самого первого известного использования как старых, так и новых марок представляют собой активную область филателии, при этом регулярно объявляется о новых находках.

## Классификация
В зависимости от различий по указанным выше трём элементам КПД условно делятся на два основных вида:
1. К первому типу[≡] следует отнести любые конверты с марками, гашёные обычным (стандартным) календарным штемпелем в первый день их эмиссии. В этом случае особой привлекательностью у коллекционеров пользуются конверты так называемого «классического» периода, то есть относящиеся к XIX веку, начиная с выхода самой первой марки «Чёрный пенни»[≡]. Со временем получили широчайшее распространение специальные почтовые штемпели «первого дня», которые от стандартных отличались формой, размером, наличием рисунка, цветом, но обязательным присутствием фразы «Первый день» на французском языке[2] («Premier jour») и/или на языке страны-эмитента.
2. Ко второму типу[≡][≡][≡] относятся памятные конверты, специально изготовленные ко дню выхода в обращение конкретной марки. Такие конверты могут отличаться от стандартных размером, рисунком, повторяющим или сходным с рисунком марки, особыми надписями («Premier jour» и т. д.)[3].

## Примеры КПД по странам

### США
Специальные конверты первого дня (то есть второго типа) впервые появились в США в 1851 году, но до 1920-х годов они выходили скорее случайно, чем планомерно. В 1920-е годы некоторые филателистические дилеры и отдельные коллекционеры начали преднамеренно создавать эти почтовые сувениры, и в настоящее время коллекционирование КПД пользуется большой популярностью в этой стране. Две крупные американские фирмы начиная с 1933 года регулярно выпускают специальные КПД. Здесь создано специализированное общество, а в 1979 году в Шайенне (штат Вайоминг) был открыт единственный в мире Национальный музей конверта первого дня.

#### Цифровые штемпели
В 2004 году Почтовая служба США объявила о планах по внедрению, начиная с 2005 года, цифровых цветных почтовых штемпелей первого дня для гашения некоторых конвертов первого дня, приуроченных к выпуску коммеморативных марок. Эта практика была продолжена в последующие годы.

### Франция
Интерес к КПД очень медленно проникал из Соединённых Штатов в Европу. Во Франции первая попытка выпустить конверт первого дня была сделана лишь в 1936 году по случаю 100-летия со дня смерти Клода Жозефа Руже де Лиля, автора «Марсельезы», а следующий французский КПД увидел свет только в 1943 году. В дальнейшем, однако, они стали встречаться всё чаще и чаще.

### КНР
В КНР первый конверт первого дня был выпущен 7 ноября 1957 года и назывался «40-я годовщина Великой Октябрьской социалистической революции» (кит. упр. 伟大的十月社会主义革命四十周年) — так же, как и выпущенная в этот день в КНР серия из пяти почтовых марок.

### СССР
В СССР первый конверт первого дня был официально выпущен Министерством связи и его Центральное филателистическое агентство (ЦФА) «Союзпечать» в 1968 году. Его подготовка была предпринята исходя из потребностей коллекционеров и в связи с выпуском новогодней марки «С Новым 1969 годом!». На конверте, помимо рисунка, сюжетно перекликающегося с рисунком почтовой марки, было помещено новогоднее поздравление на пяти языках и надпись «Первый день» на русском и французском языках. Конверт был издан 1 декабря 1968 года[≡].
В течение последующих восьми лет, по 25 декабря 1974 года, ЦФА «Союзпечать» подготовило 248 КПД, а по 1979 год включительно было выпущено уже 510 КПД.
См. также: Конверты первого дня СССР

## Каталоги
Конверты первого дня систематизируются в специализированных каталогах. Самый ранний советский каталог подобного рода появился в конце 1975 года и охватывал информацию о 248 КПД, выпущенных в СССР за период с 1968 по 1974 год. В этом каталоге, опубликованном ЦФА «Союзпечать», были указаны выходные данные о марках, использованных для КПД. При этом нумерация конвертов была двойной: вначале был дан порядковый номер согласно последовательности выхода, а вторые номера соответствовали производственным, которые КПД получают при сдаче их в типографию. Каталог был хорошо иллюстрирован и имел примерный тематический указатель для КПД.
В 1980 году вышел каталог конвертов первого дня и картмаксимумов за период 1975—1978 годов, в котором было дано описание 209 КПД.
Следующий каталог КПД СССР увидел свет в 1981 году (согласно выходным данным — в 1980 году). Он включал сведения о 510 КПД, выпущенных в 1968—1979 годах, всё ту же двойную каталожную нумерацию, а также примерный тематический и именной указатели.
В 1985 году был издан аналогичный каталог за 1980—1983 годы, в котором также имелись примерный тематический, именной и географический указатели, а также переходная таблица нумерации. Последний советский каталог был опубликован в 1989 году и описывал издания КПД в 1984—1986 годах.
Информация о КПД может также включаться в общие или комбинированные каталоги почтовых марок.